# Agamyxis
Espèce
Agamyxis est un genre de poissons de la famille des Doradidés.

## Liste des espèces
- Agamyxis albomaculatus (Peters, 1877)
- Agamyxis pectinifrons  (Cope, 1870)

## Publication originale
Cope, 1878 : Synopsis of the fishes of the Peruvian Amazon, obtained by Professor Orton during his expeditions of 1873 and 1877. Proceedings of the American Philosophical Society, vol. 17, (n. 101, p. 673-701. 